# Takydromus sylvaticus
Espèce
Synonymes
- Apeltonotus sylvaticus Pope, 1928

Takydromus sylvaticus est une espèce de sauriens de la famille des Lacertidae.

## Répartition
Cette espèce est endémique de Chine. Elle se rencontre au Guangdong, au Jiangxi, au Anhui et au Fujian.

## Publication originale
- Pope, 1928 : Notes on reptiles from Fukien and other Chinese provinces. Bulletin of the American Museum of Natural History, vol. 58, p. 335-487 (texte intégral).